# Градоначальницький узвіз (Таганрог)
Градоначальницький узвіз (рос. Градоначальнический спуск) — один з найстаріших спусків до моря в Таганрозі.

## Географія
Градоначальницький узвіз з'єднує вулицю Шмідта з Портовою, спускаючись від будинку Волкова-Ремі (вул. Шмідта, 16) до моря.

## Історія
З 1895 по 1920-ті роки біля обриву над Градоначальницьким спуском, навпроти нинішньої вулиці Шмідта, розташовувалася каплиця «Ясла».
5 червня 1991 року в зв'язку з наближенням 300-річчя від заснування міста Таганрога і Військово-Морського Флоту Росії Радою Міністрів РРФСР прийнято постанову N 307 «Про комплексну реконструкцію та реставрацію культурно-історичного центру міста Таганрога».
Згідно з цією постановою Градоначальницький узвіз підлягав реставрації та капітальному ремонту в 1991-1998 роках, але ці роботи не були виконані.

## Галерея

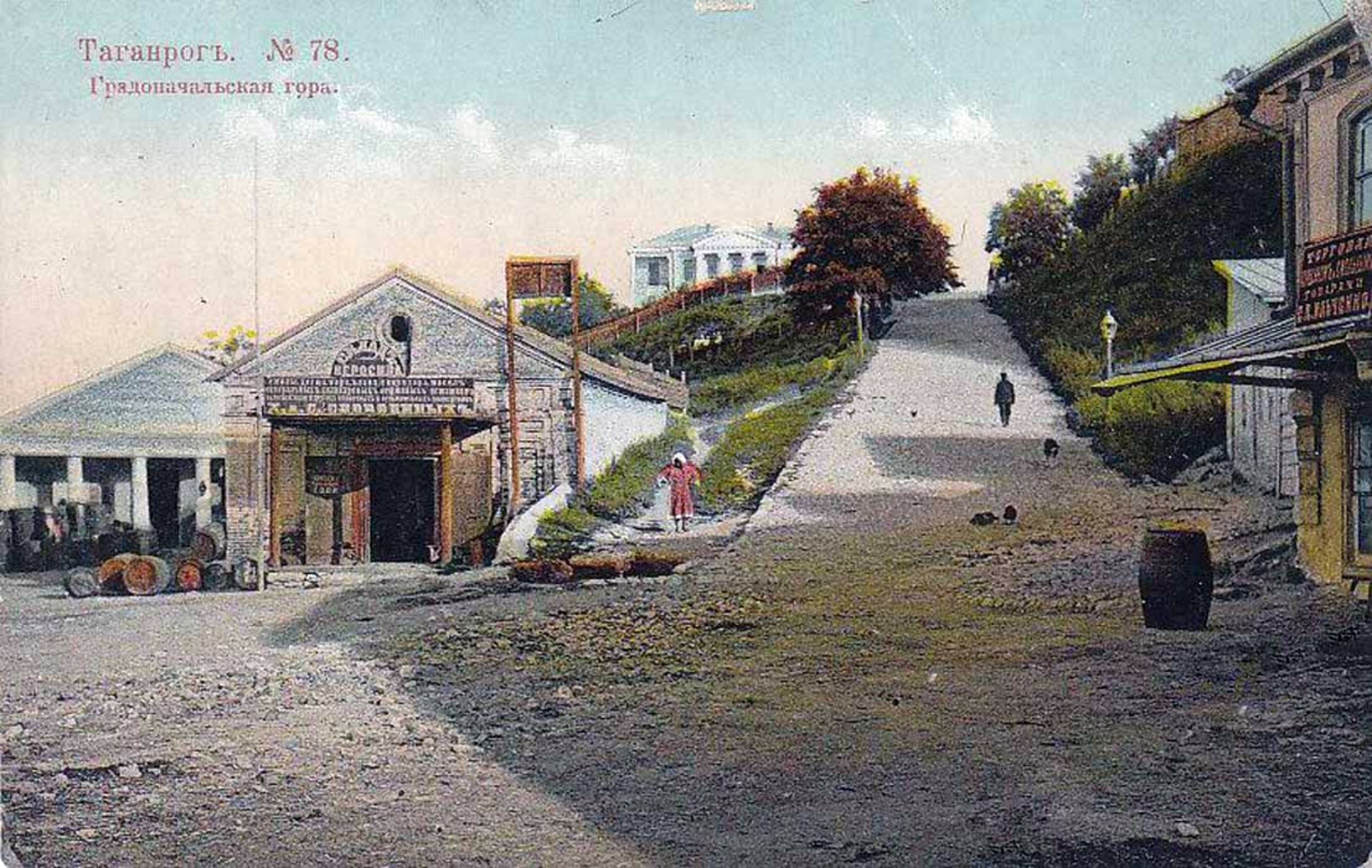
Градоначальницький узвіз на листівці
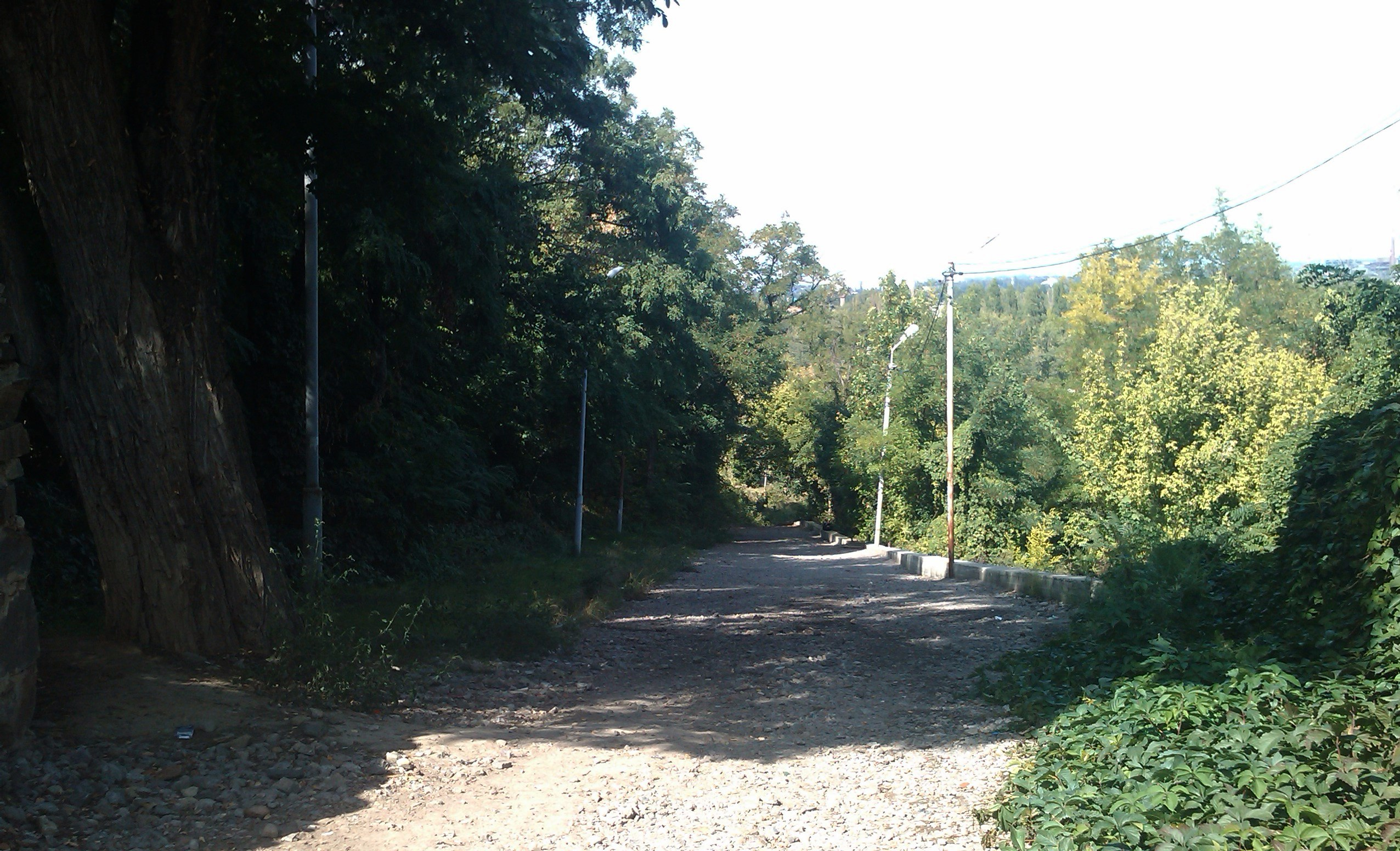
Вид на узвіз з вулиці Шмідта, 2013 рік

## Узвози Таганрога
Через розташування Таганрога нагорі мису із крутими схилами та глиняним ґрунтом, узвози забезпечували сполучення з морем та узбережжям. За історію Таганрога збудовано сім узвозів: Біржовий, Градоначальничеський, Дуровський, Кампенгаузенський, Комсомольський, Мало-Біржовий, Флагманський, що в різний час мали різні назви.